# Manna jadalna
Manna jadalna (Glyceria fluitans) – gatunek byliny z rodziny wiechlinowatych. Występuje w całej Europie, a poza tym w Maroku, Turcji i Turkmenistanie. Introdukowana została poza tym na oba kontynenty amerykańskie, Syberię, Tasmanię i do Nowej Zelandii. W Polsce jest pospolita. Ma niewielkie znaczenie użytkowe.

## Morfologia

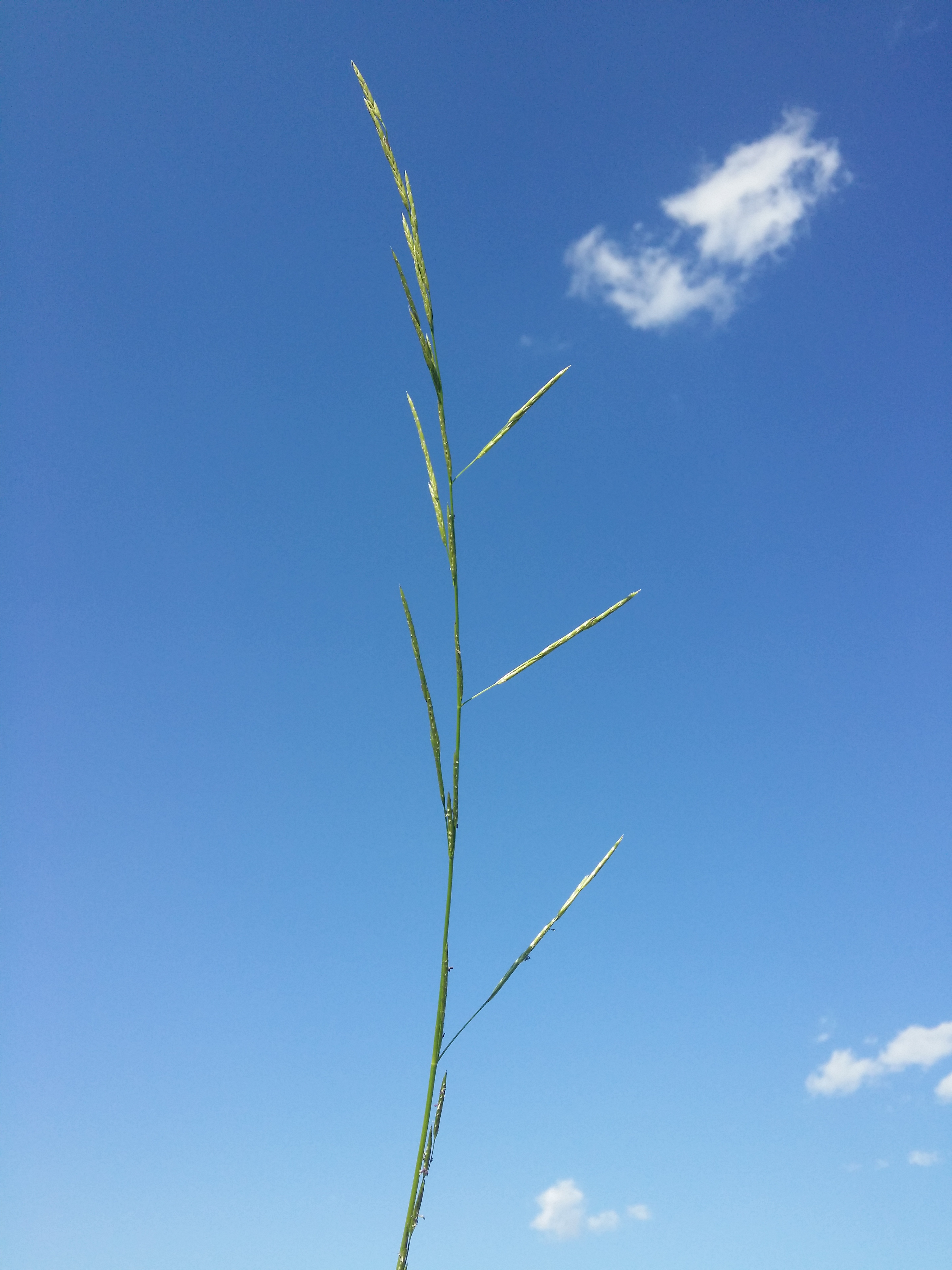
Kwiatostan

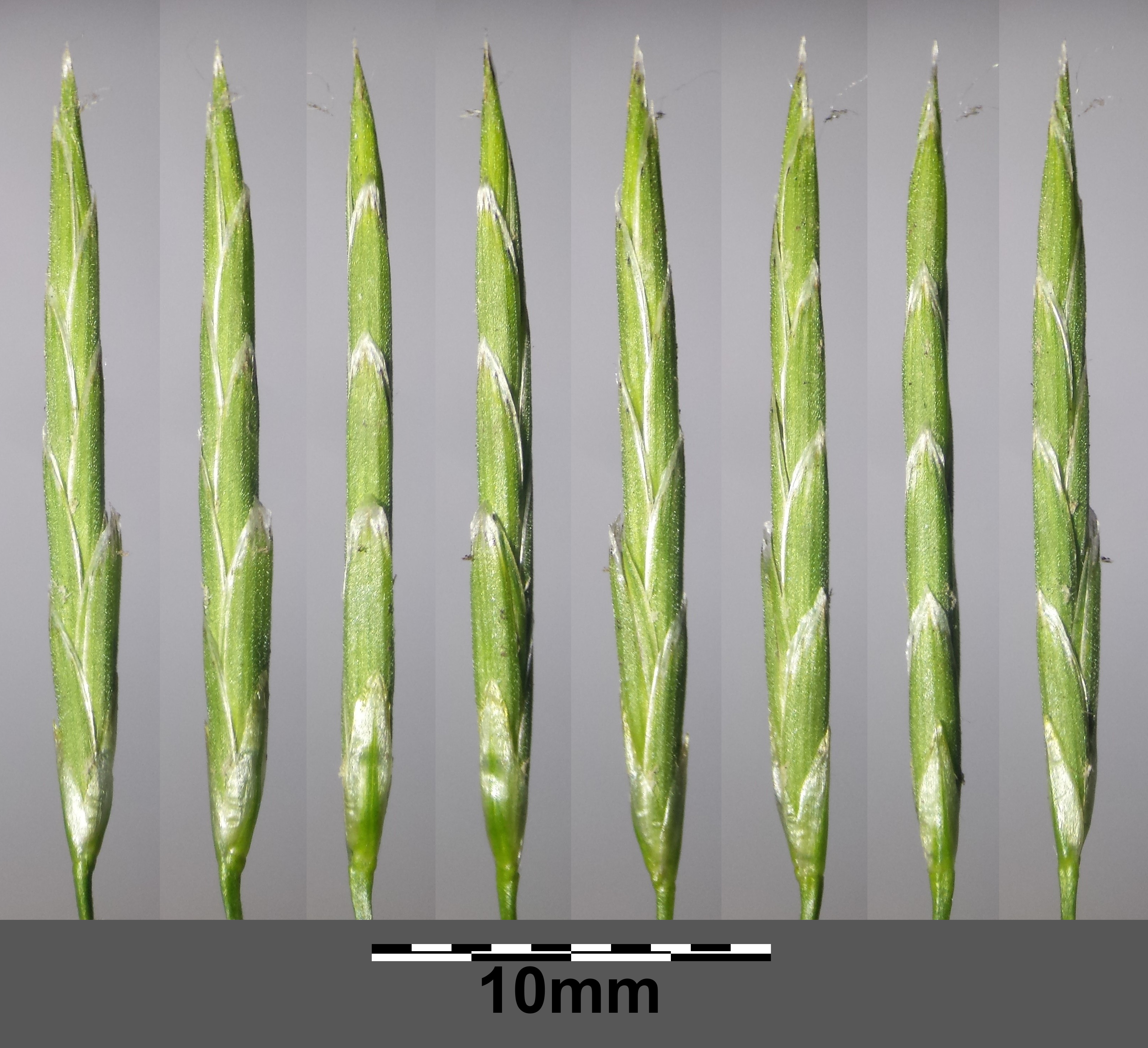
Kłoski

PokrójTrawa średniowysoka, luźnokępkowa z rozłogami podziemnymi i nadziemnymi. Pędy pokładające się i zakorzeniające się w węzłach.
ŁodygaŹdźbło o wysokości do 120 cm (rzadko 150 cm).
LiściePochwy liściowe nagie, bruzdowane i zamknięte. Języczek liściowy zakończony spiczasto, od 5 mm długości na dole, do 15 mm w górnej części łodygi. Blaszka liściowa o szerokości 3–10 mm i długości 5–25 cm (na pędach wegetatywnych dłuższa), bruzdkowana, szorstka, kapturkowato zakończona.
KwiatySkupione w wiechę podwójną, bardzo wąską, jednostronną. Kłoski 7–15-kwiatowe. Kwitnie od maja do października.

## Ekologia
Występuje na mokrych, żyznych łąkach, na zamulonych brzegach rzek, na obrzeżach płytkich zbiorników wodnych, cieków, w rozlewiskach.

## Zastosowanie
Zielonka nie nadaje się dla zwierząt, gdyż zawiera cyjanowodór. Jako pasza może być używana w formie kiszonki po minimum 3 miesięcznym kiszeniu.
Jest wykorzystywana jako ściółka.